# Jeremy Saygbe
Jeremy Saygbe (Monrovia, 1º giugno 2001) è un calciatore liberiano, difensore del Peoria City.

## Carriera

### Nazionale
Il 22 luglio 2018 ha esordito con la nazionale liberiana giocando l'amichevole pareggiata 0-0 contro la Sierra Leone.

## Statistiche

### Presenze e reti nei club
Statistiche aggiornate al 9 gennaio 2022.
| Stagione        | Squadra         | Campionato      | Campionato | Campionato | Coppe nazionali | Coppe nazionali | Coppe nazionali | Coppe continentali | Coppe continentali | Coppe continentali | Altre coppe | Altre coppe | Altre coppe | Totale | Totale |
| Stagione        | Squadra         | Comp            | Pres       | Reti       | Comp            | Pres            | Reti            | Comp               | Pres               | Reti               | Comp        | Pres        | Reti        | Pres   | Reti   |
| --------------- | --------------- | --------------- | ---------- | ---------- | --------------- | --------------- | --------------- | ------------------ | ------------------ | ------------------ | ----------- | ----------- | ----------- | ------ | ------ |
| 2021-2022       | Linense         | PDR             | 1          | 0          |                 | -               | -               |                    | -                  | -                  |             | -           | -           | 1      | 0      |
| Totale carriera | Totale carriera | Totale carriera | 1          | 0          |                 | -               | -               |                    | -                  | -                  |             | -           | -           | 1      | 0      |

### Cronologia presenze e reti in nazionale
| Cronologia completa delle presenze e delle reti in nazionale ― Liberia | Cronologia completa delle presenze e delle reti in nazionale ― Liberia | Cronologia completa delle presenze e delle reti in nazionale ― Liberia | Cronologia completa delle presenze e delle reti in nazionale ― Liberia | Cronologia completa delle presenze e delle reti in nazionale ― Liberia | Cronologia completa delle presenze e delle reti in nazionale ― Liberia | Cronologia completa delle presenze e delle reti in nazionale ― Liberia | Cronologia completa delle presenze e delle reti in nazionale ― Liberia |
| Data                                                                   | Città                                                                  | In casa                                                                | Risultato                                                              | Ospiti                                                                 | Competizione                                                           | Reti                                                                   | Note                                                                   |
| ---------------------------------------------------------------------- | ---------------------------------------------------------------------- | ---------------------------------------------------------------------- | ---------------------------------------------------------------------- | ---------------------------------------------------------------------- | ---------------------------------------------------------------------- | ---------------------------------------------------------------------- | ---------------------------------------------------------------------- |
| 22-7-2018                                                              | Monrovia                                                               | Liberia                                                                | 0 – 0                                                                  | Sierra Leone                                                           | Amichevole                                                             | -                                                                      |                                                                        |
| 11-9-2018                                                              | Monrovia                                                               | Liberia                                                                | 1 – 2                                                                  | Nigeria                                                                | Amichevole                                                             | -                                                                      |                                                                        |
| 30-9-2019                                                              | Gaborone                                                               | Botswana                                                               | 0 – 0                                                                  | Liberia                                                                | Amichevole                                                             | -                                                                      |                                                                        |
| 9-10-2019                                                              | Monrovia                                                               | Liberia                                                                | 1 – 0                                                                  | Ciad                                                                   | Qual. Coppa d'Africa 2021                                              | -                                                                      |                                                                        |
| 13-10-2019                                                             | N'Djamena                                                              | Ciad                                                                   | 1 – 0 dts (5 - 4 dtr)                                                  | Liberia                                                                | Qual. Coppa d'Africa 2021                                              | -                                                                      |                                                                        |
| 7-11-2019                                                              | Alessandria d'Egitto                                                   | Egitto                                                                 | 1 – 0                                                                  | Liberia                                                                | Amichevole                                                             | -                                                                      |                                                                        |
| 11-6-2021                                                              | Tunisi                                                                 | Mauritania                                                             | 1 – 0                                                                  | Liberia                                                                | Amichevole                                                             | -                                                                      |                                                                        |
| 14-6-2021                                                              | Tunisi                                                                 | Libia                                                                  | 0 – 1                                                                  | Liberia                                                                | Amichevole                                                             | -                                                                      |                                                                        |
| 3-9-2021                                                               | Lagos                                                                  | Nigeria                                                                | 2 – 0                                                                  | Liberia                                                                | Qual. Mondiali 2022                                                    | -                                                                      |                                                                        |
| 6-9-2021                                                               | Douala                                                                 | Rep. Centrafricana                                                     | 0 – 1                                                                  | Liberia                                                                | Qual. Mondiali 2022                                                    | -                                                                      |                                                                        |
| 7-10-2021                                                              | Accra                                                                  | Liberia                                                                | 1 – 2                                                                  | Capo Verde                                                             | Qual. Mondiali 2022                                                    | -                                                                      |                                                                        |
| Totale                                                                 |                                                                        | Presenze                                                               | 11                                                                     |                                                                        | Reti                                                                   | 0                                                                      |                                                                        |